# Happy-Go-Lucky
Happy-Go-Lucky är en brittisk dramakomedi från 2008 i regi och med manus av Mike Leigh med Sally Hawkins i huvudrollen. Leigh nominerades till en Oscar 2009 i kategorin bästa originalmanus och Hawkins vann en Golden Globe i kategorin Bästa kvinnliga huvudroll i en komedi eller musikal. 
Filmen handlar om Poppy (Hawkins) som är en obotlig optimist som utstrålar livsglädje. Filmen följer henne i hennes möten med livets mer mörka sidor och möten med personer som har en diametralt annorlunda livssyn, som hennes bittre körlärare Scott (Eddie Marsan).

## Rollista
- Sally Hawkins – Pauline "Poppy" Cross
- Eddie Marsan – Scott
- Alexis Zegerman – Zoe
- Andrea Riseborough – Dawn
- Sinead Matthews – Alice
- Sylvestra Le Touzel – Heather
- Samuel Roukin – Tim
- Caroline Martin – Helen
- Karina Fernandez – Flamenkolärare